# Calliandra pubens
Calliandra pubens är en ärtväxtart som beskrevs av Stephen Andrew Renvoize. Calliandra pubens ingår i släktet Calliandra och familjen ärtväxter. Inga underarter finns listade i Catalogue of Life.